# Jiří Mucha (spisovatel)
Jiří Mucha (12. března 1915 Praha – 5. dubna 1991 Praha) byl český prozaik, publicista, scenárista a překladatel.

## Život
Jiří Mucha se narodil jako jediný syn malíře a grafika Alfonse Muchy a jeho manželky Marie, rozené Chytilové. Měl starší sestru Jaroslavu (* 1909).

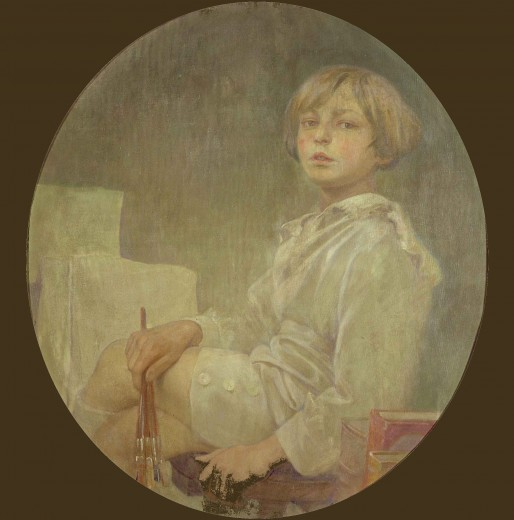
Muchův portrét syna Jiřího (1925)

V dětství a mládí žila rodina střídavě v Praze, na zámku ve Zbirohu, na Moravě a v zahraničí. V letech 1920–1921 žil s rodiči ve Spojených státech, v letech 1937–1939 v Paříži. V roce 1934 složil maturitu na gymnáziu v Praze. Studoval medicínu na vysoké škole v Praze, poté na Sorboně v Paříži. Dále studoval dějiny umění a orientalistiku, ale žádná studia nedokončil.
Válka ho zastihla ve Francii. Působil jako válečný zpravodaj a letec na africké frontě, v Indii, Barmě, Číně, Itálii a Francii. Po roce 1945 pracoval jako novinář. V roce 1951 byl uvězněn a v inscenovaném procesu v roce 1952 odsouzen za špionáž k výkonu trestu odnětí svobody na šest let. Ve vězení pracoval mj. jako lékař v uhelných a uranových dolech. Prošel mučírnou v tzv. „Domečku“, Jáchymovem, Mikulovem a Valdicemi.
Po svém propuštění v roce 1955 se živil jako scenárista a překladatel z angličtiny. Propuštění z vězení bylo podmíněno závazkem spolupracovat s komunistickou tajnou policií. Ta s ním v roce 1963 ukončila spolupráci, protože nepředával seriózní informace. V roce 1968 byl rehabilitován.
V šedesátých letech se znovu zařadil mezi významné spisovatele; ve svých dílech reflektoval totalitní společnost, řešil problematiku návratu do „běžného života“ (podobně jako např. Erich Maria Remarque – návrat vojáků do mírového života po 1. světové válce).
Po pádu komunismu byl zvolen předsedou československého PEN klubu.

## Rodina a společnost

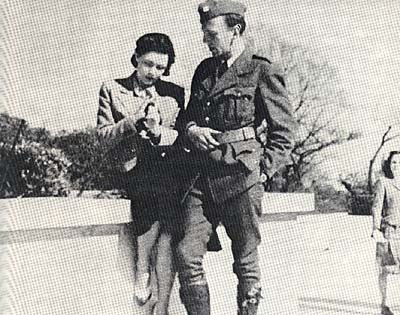
Jiří Mucha s Vítězslavou Kaprálovou

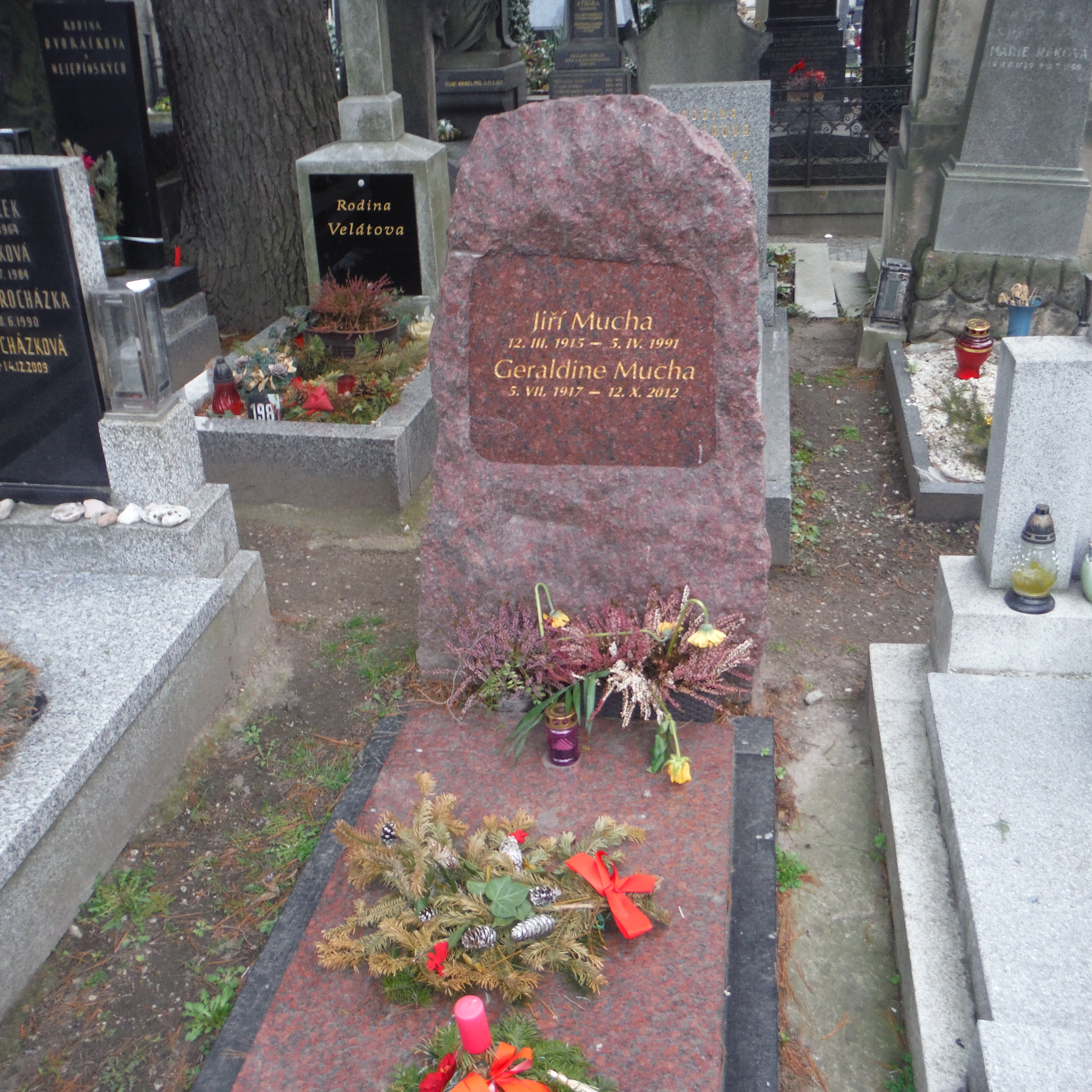
Hrob Jiřího Muchy na Vyšehradském hřbitově

Jiří Mucha byl dvakrát ženatý. Jeho první manželkou byla dirigentka a hudební skladatelka Vítězslava Kaprálová, se kterou se oženil ve Francii 23. dubna 1940, necelé dva měsíce před jejím úmrtím na závažnou chorobu.
Druhou manželkou byla skotská hudební skladatelka Geraldine Thomsenová (1917–2012, sňatek 1941). Ta měla syna Johna, podle některých zdrojů však jeho biologickým synem není.
Od 60. let až do smrti Jiří Mucha bydlel v Praze na Hradčanském náměstí 1 v rozlehlém bytě domu čp. 68/IV. V takzvaném Domě hříchu vedl čilý společenský život, na který jeho účastníci - výtvarníci (například Vratislav Hlavatý), spisovatelé (například Arnošt Lustig, Marta Kadlečíková) i fotomodelky později vzpomínali, zaznamenal je například fotograf Taras Kuščynskyj.
S Vlastou Plockovou (1921–2003), která pocházela z rodiny pražského průmyslníka Bárty, měl nemanželskou dceru Jarmilu Mucha Plockovou. Jarmila vystudovala architekturu v Praze, výtvarné vzdělání si doplnila na pražské Akademii výtvarného umění. V roce 1981 odešla za svým španělským manželem do Barcelony, kde studovala na výtvarné akademii Massana. Jarmila zdědila po dědečkovi Alfonsovi jak výtvarné nadání, tak i umělecký rukopis.

## Dílo

### Próza
- Studené slunce (1968) – deník politických vězňů za dobu 12 měsíců
- Alphonse Mucha. The Master of Art Nouveau (Artia 1966)
- Alphonse Mucha. His Life and Art (Londýn 1966)
- Kankán se svatozáří (1969) – život a dílo jeho otce, Alphonse Muchy (Alphons Mucha, 1982)
- The Graphic Work of Alphonse Mucha (Londýn 1973)
- Podivné lásky (1988) – příběh Jiřího Muchy a Vítězslavy Kaprálové na pozadí tragických let 1938 až 1940; román s autobiografickými prvky, mísící dvě roviny, fiktivní a nefiktivní; působí dojmem literatury faktu – svádí k tomu vybavenost knihy ukázkami dobových dokumentů, fotografické přílohy a četné citace z dobové korespondence
- Problémy nadporučíka Knapa – o příslušnících Čs. armády ve Francii a Anglii; povídkový cyklus
- Lloydova hlava (1987) – vzpomínková próza, útržkovitě řazená, o pouti po zemích čtyř kontinentů, setkávání s undergroundem 60. let – zjevně po 1975 (určitě po aféře Watergate)
- Čím zraje čas (1958) – soubor povídek z let 1940–1957
- Černý a bílý New York (1965) – Návštěva N.Y.C. a míst jeho dětství. Hlavně mapuje tehdejší uměleckou generaci: popart, underground.

### Romány
- Most (1946)
- Oheň proti ohni (1947) – obsáhlý reportážní deník, líčí události počínaje rokem 1943 a boji v severní Africe až po vítězné tažení v Evropě. Střídá se v něm podrobný popis válečných operací s autorovými osobními zážitky a scénkami z týlu.
- Spálená setba (1948)
- Skleněná stěna (1948)
- Válka pokračuje (1949)
- Pravděpodobná tvář (1963) – příběh novináře Adama, který je poslán na Západ, aby napsal reportáž z automobilových závodů, a který se odmítne podřídit politickým příkazům, a proto je po návratu zatčen a obviněn ze špionáže; na základě nedostatku důkazů je osvobozen, ale již nesmí vykonávat profesi novináře. Román obsahuje do značné míry autobiografické prvky.

Na tento román navazují ústřední postavou dva následující romány:
- Marieta v noci (1969) a
- Věčná zahrada (1994).
- Studené slunce – autobiografický román, autor se vrací k formě deníku, objevují se scény z pobytu v trestním pracovním táboře, střídá se s úvahami o lidském údělu a o umění
- Alfons Mucha – vrcholná próza věnovaná otcovu životu a výtvarnému dílu. Vychází v ní jen z ověřených faktů. Vývoj umělcovy osobnosti a tvorby vypráví z osobní perspektivy a z odkazu na vzpomínky a myšlenky, s nimiž se otec obracel k synovi, a navíc jej začleňuje do mnohostranného obrazu několika desetiletí na přelomu 19. a 20. století. Prolínají se zde obecné charakteristiky kulturních a uměleckých tendencí, citáty z korespondence i z děl jiných autorů.

### Film a televize
- Sedm havranů (1967)
- Mučedníci lásky (1966)
- Flám (1966)
- Třicet jedna ve stínu (1965)
- Král Králů (1963)
- Vánice (1962)
- Kohout plaší smrt (1961)
- První a poslední (1959)
- Povodeň (1958)
- Noční návštěva (1958)
- Roztržka (1956)

### Hry
- U zlatého věku (Národní divadlo 1947)
- Sex a světla Manhattanu (Broučci ve fraku) (Divadlo Vítězslava Nezvala v Karlových Varech 1958)
- Tanec mezi stíny (Čs. rozhlas 1965)

### Překlady
- Zrazené jaro (1956)
- Muž, který znal presidenta (1957)
- Šťastný Jim (1959)
- Kořeny (1961)
- Akt s houslemi (1962)
- muzikál Bleší trh (1962)
- Dva na houpačce (1962)
- Kuchyň (1962)
- Billy lhář (1963)
- Cílová kamera (1963)
- Člověk pro každé počasí (1963)
- Epitaf George Dillona (1963)
- Rukojmí (1963)
- Kdo zachrání kovboje? (1964)
- Belle čili Balada o vrahu Crippenovi (1966)
- Hra s tygrem (1966)
- Chuť medu (1966)
- Plynové lampy (1966)
- Královský hon na slunce (1967)
- V půli cesty na strom (1967)
- A voda stoupá (1969)
- Nazí a mrtví (1986)
- Chci to hned (1991)
- Wolf Mankowitz: 
  - Bleší trh : musical o 2 dílech (Make me an offer), překlad písňových textů: Petr Kopta, Dilia, 1962
  - Belle čili Balada o vrahu Crippenovi (Belle or the Ballad of Doctor Crippen), hudba a texty písní: Monty Norman, texty písní: Jiří Flíček, Dilia, 1966

## V kultuře
- Jiří Mucha a jeho dům inspirovali divadelní hru Arthura Millera Archbishop’s ceiling (česky Strop v arcibiskupském paláci, Toronto: Sixty-Eight Publishers, 1989).
- Jiří Mucha a jeho dům viz také novela Philipa Rotha Pražské orgie (česky 1988 Toronto: Sixty-Eight Publishers; 1989 Zlín, 2014 Praha), zfilmováno 2019 (scénář a režie Irena Pavlásková).
- Graham Greene, který znal Muchu z válečného Londýna, podle něj vytvořil postavu Jima Wormolda v románu Our Man in Havana (1958; Náš muž v Havaně) zfilmovaném pod stejným názvem v r. 1959.
- Mucha sám se objevil v drobné roli v poetickém povídkovém filmu Mučedníci lásky (1966, režie Jan Němec).
- Pavel Blatný zhudebnil ve vokálně-orchestrální skladbě s názvem Podivné lásky (1989) dopisy mezi Vítězslavou Kaprálovou, Bohuslavem Martinů a Jiřím Muchou.